# Banisteriopsis magdalenensis
Banisteriopsis magdalenensis är en tvåhjärtbladig växtart som beskrevs av B. Gates. Banisteriopsis magdalenensis ingår i släktet Banisteriopsis och familjen Malpighiaceae. Inga underarter finns listade i Catalogue of Life.